# Wildprechtroda
Wildprechtroda ist ein südlicher Stadtteil von Bad Salzungen im Wartburgkreis.

## Geografie
Wildprechtroda befindet sich am Nordrand der Thüringer Rhön, unmittelbar südöstlich der Kernstadt Bad Salzungen. Zum Stadtteil gehören der sich südlich anschließenden Schneidersberg, im Osten liegt das weiträumige Gelände der Werratal-Kaserne und im Norden und Westen befinden sich Wohn- und Gewerbesiedlungen der Kernstadt.
Der Ort liegt am Pfitzbach, einem linken Zufluss der Werra, etwa 300 m östlich der Ortslage befinden sich der Buchensee, eine wassergefüllte Doline sowie der etwa gleich große Haferteich in einer sumpfigen Wiese. Die Höhe von Wildprechtroda wird mit 265 m über Normalnull angegeben. Die historische Ortslage befindet sich um das als Niederungsburg errichtete Schloss und die auf einer Anhöhe erbaute Kirche.

## Geschichte
Das im Weichbild der Stadt Salzungen gelegene Wildprechtroda war im 13. Jahrhundert die Heimat eines fuldischen Ministerialen- und Salzunger Burgmannen-Geschlechtes. Es nannte sich nach dem Ort Willebrechterode. Die durchaus vermögende Familie stiftete ihr gesamtes Vermögen zur Gründung der Propstei Georgenzell (bei Rosa). Der Ort Wildprechtroda mit der Niederungsburg, am Platz des heutigen Schlosses, gelangte zunächst an die Dynasten von Frankenstein. Im Frankensteiner Verkaufsbrief wird Wildprechtroda 1330 verzeichnet, als nächste Lehensinhaber werden Sittich und Wilhelm Marschalk überliefert. Sie errichten dort ein Festes Haus – den Rudolphshof. Ab 1432 erhalten auch die Herren von Buttlar einen Anteil von Wildprechtroda. Ihr erster Burgsitz war das Alte Schloß – wohl die Frankensteinsche Wasserburg. Das heutige Schloss wurde im 16. Jahrhundert im Renaissancestil errichtet und war Sitz der Seitenlinie Buttlar-Wildprechtoda, zu der später auch der Besitz im fünf Kilometer entfernten Nachbarort Leimbach gehörte. Es besteht aus drei Gebäuden, die sich um einen winzigen Lichthof gruppieren und war einst von einem schützenden Wassergraben umgeben. Das Schloss befindet sich wieder im Familienbesitz der Buttlars und wird im Rahmen der Möglichkeiten restauriert.
Nach dem Dreißigjährigen Krieg war auch der Rudolphshof als zweites Rittergut in den Händen der Butlers. Als alleinige Patronatsherren von Wildprechtroda stifteten die Buttlars 1683 den Bau der heutigen Kirche. Sie ersetzt die im Ort vorhandene gotische Kapelle, welche bei den Plünderungen und Verwüstungen im Dreißigjährigen Krieg Schaden genommen hatte.
(Buttlar wurde in Butler geändert)
Anfang des 19. Jahrhunderts enthält eine landeskundliche Beschreibung die folgenden Angaben:
Wildprechtroda „– 224 Einw. 112 männl., 112 weibl. Geschlechts. 190 Gebäude überhaupt, 42 bewohnte Häuser. Dorf, ½ St. südlich von Salzungen, an einem Theil der von Langenfeld herkommenden Armbach, mit 2 Rittergütern, welchen die Civilgerichtsbarkeit über den Ort zusteht, Filial von Salzungen mit eigener Schule“.

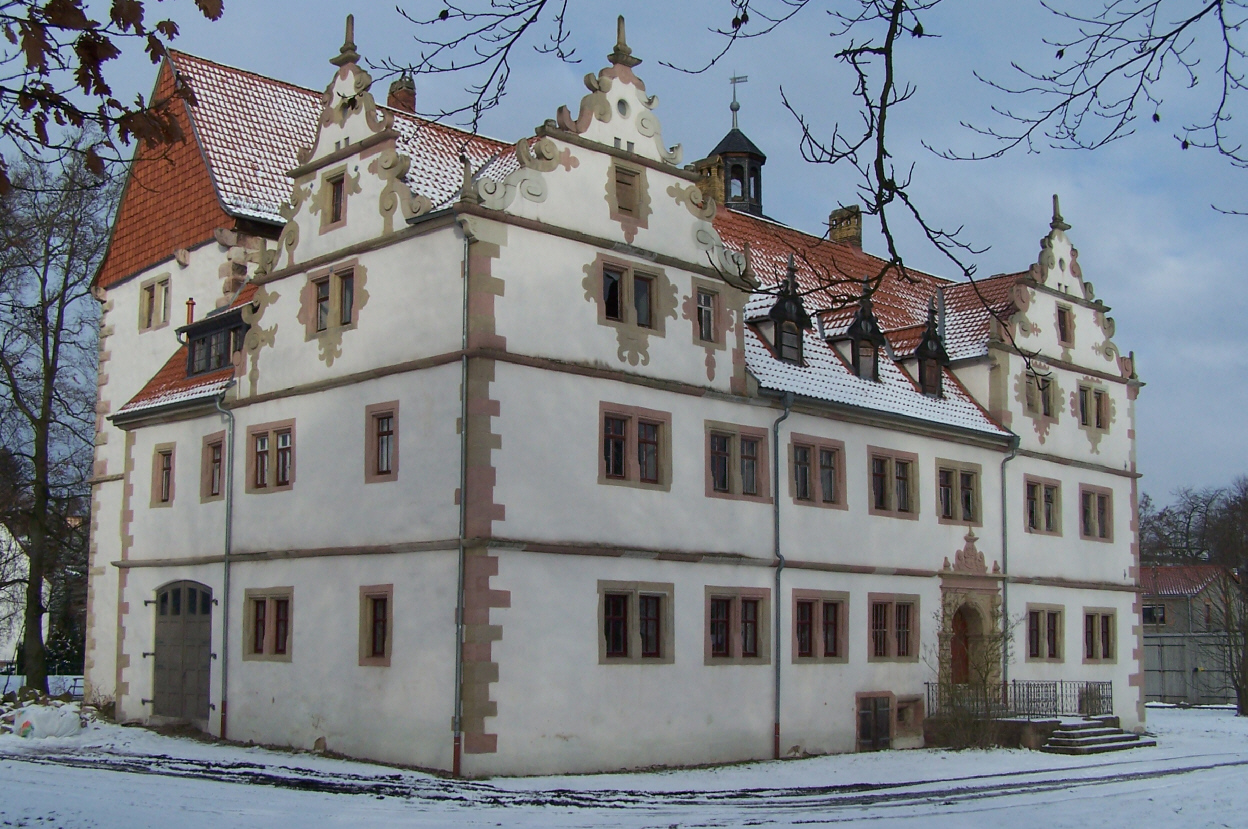
Schloss Wildprechtroda
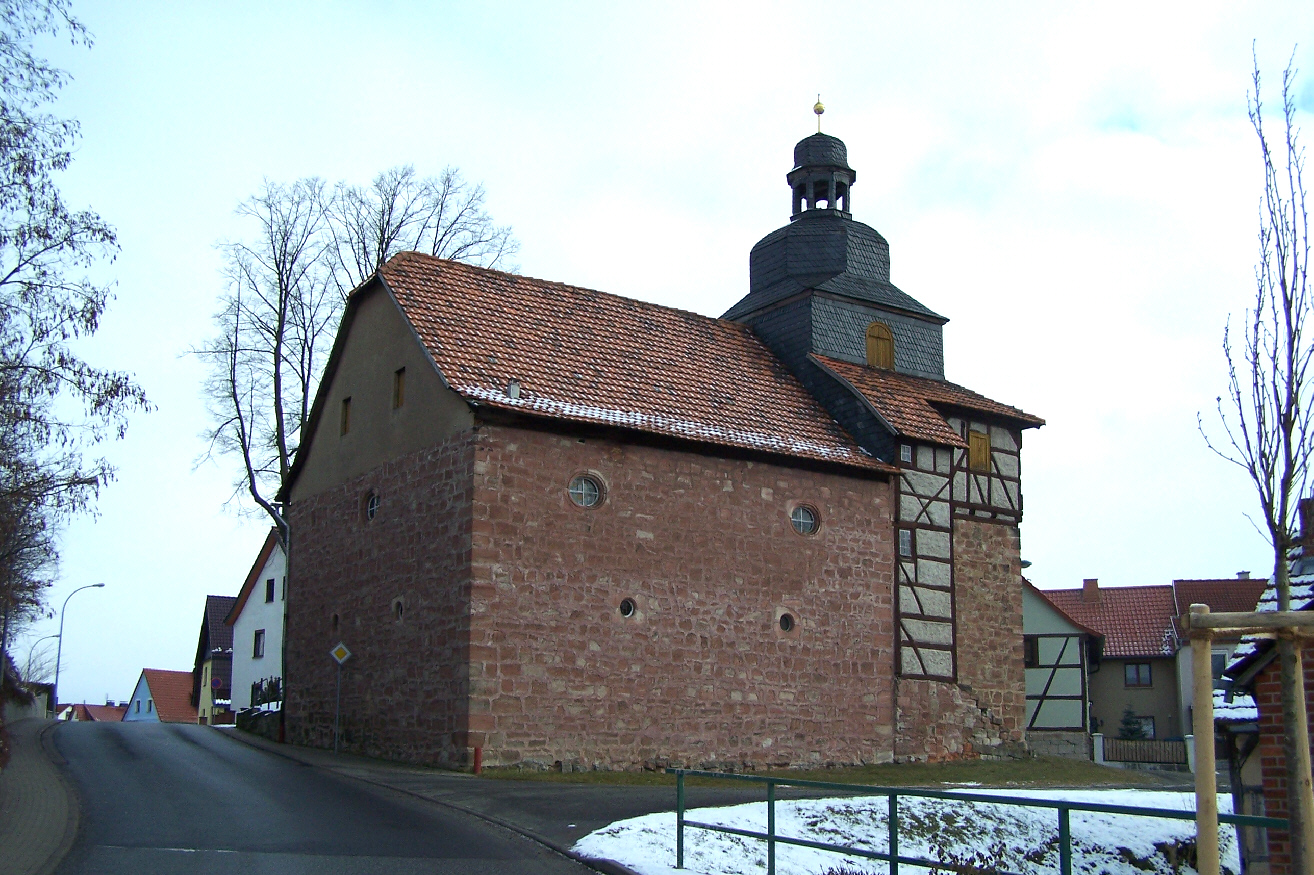
Die Kirche

## Persönlichkeiten
- Waldemar Lorenz (1930–1984), Wirtschaftswissenschaftler und Hochschullehrer